# Olympische Sommerspiele 1952/Kanu – Einer-Kajak 1000 m (Männer)
Der Wettkampf im Einer-Kajak über 1000 Meter bei den Olympischen Sommerspielen 1952 wurde am 27. Juli auf der Regattastrecke des Soutustadion ausgetragen.
Der Wettkampf bestand aus drei Vorläufen, bei denen jeweils die drei schnellsten Teilnehmer das Finale erreichten. Olympiasieger wurde der Schwede Gert Fredriksson, der hier seinen dritten von sechs Titeln bei Olympischen Spielen holte.

## Ergebnisse

### Vorläufe

#### Vorlauf 1
| Rang | Athlet             | Nation             | Zeit       |
| ---- | ------------------ | ------------------ | ---------- |
| 1    | Henri Verbrugghe   | Belgien            | 4:27,7 min |
| 2    | Lubomír Vambera    | Tschechoslowakei   | 4:30,1 min |
| 3    | Bert Oldershaw     | Kanada             | 4:30,7 min |
| 4    | Giorgio Piccinelli | Italien            | 4:38,5 min |
| 5    | Michael Budrock    | Vereinigte Staaten | 4:39,5 min |
| 6    | Hansruedi Engler   | Schweiz            | 4:39,7 min |
| 7    | Geoffery Coyler    | Großbritannien     | 4:39,9 min |

#### Vorlauf 2
| Rang | Athlet               | Nation         | Zeit       |
| ---- | -------------------- | -------------- | ---------- |
| 1    | Wim van der Kroft    | Niederlande    | 4:20,3 min |
| 2    | Meinrad Miltenberger | BR Deutschland | 4:21,2 min |
| 3    | Louis Gantois        | Frankreich     | 4:22,2 min |
| 4    | Knud Albjerg         | Dänemark       | 4:24,2 min |
| 5    | Per Johnsen          | Norwegen       | 4:25,2 min |
| 6    | Josip Lipokatič      | Jugoslawien    | 4:35,2 min |
| 7    | Roland Licker        | Luxemburg      | 4:48,1 min |

#### Vorlauf 3
| Rang | Athlet             | Nation      | Zeit       |
| ---- | ------------------ | ----------- | ---------- |
| 1    | Thorvald Strömberg | Finnland    | 4:15,5 min |
| 2    | Lew Nikitin        | Sowjetunion | 4:17,1 min |
| 3    | Gert Fredriksson   | Schweden    | 4:17,6 min |
| 4    | János Urányi       | Ungarn      | 4:20,9 min |
| 5    | Herbert Schreiner  | Österreich  | 4:22,9 min |
| 6    | Mircea Anastasescu | Rumänien    | 4:32,9 min |

### Finale
| Rang | Athlet               | Nation           | Zeit       |
| ---- | -------------------- | ---------------- | ---------- |
| 1    | Gert Fredriksson     | Schweden         | 4:07,9 min |
| 2    | Thorvald Strömberg   | Finnland         | 4:09,7 min |
| 3    | Louis Gantois        | Frankreich       | 4:20,1 min |
| 4    | Wim van der Kroft    | Niederlande      | 4:20,8 min |
| 5    | Meinrad Miltenberger | BR Deutschland   | 4:21,6 min |
| 6    | Lubomír Vambera      | Tschechoslowakei | 4:24,0 min |
| 7    | Henri Verbrugghe     | Belgien          | 4:25,0 min |
| 8    | Lew Nikitin          | Sowjetunion      | 4:26,2 min |
| 9    | Bert Oldershaw       | Kanada           | 4:26,5 min |

## Weblink
- Ergebnisse